# غرايم لويد
غرايم لويد (بالإنجليزية: Graeme Lloyd)‏ هو لاعب كرة قاعدة أسترالي، ولد في 9 أبريل 1967 في غيلونغ في أستراليا.

## وصلات خارجية
- غرايم لويد على موقعبيزبول رفرنس.كوم (الدوري الرئيسي) (الإنجليزية)
- غرايم لويد على موقعبيزبول رفرنس.كوم (الدوري الثانوي) (الإنجليزية)
- غرايم لويد على موقع أوليمبيديا (الإنجليزية)
- غرايم لويد على موقع اللجنة الأولمبية الأسترالية (الإنجليزية)
- غرايم لويد على موقع قاعة أستراليا للمشاهير الرياضية (الإنجليزية)